# Sasakia submelania
Sasakia submelania är en fjärilsart som beskrevs av Clayton Dissinger Mell 1952. Sasakia submelania ingår i släktet Sasakia och familjen praktfjärilar. Inga underarter finns listade i Catalogue of Life.